# Émile Vautier
Pour les articles homonymes, voir Vauthier.
Émile Maximilien François Joseph Ghislain Vautier, né à Bruxelles le 14 juillet 1821 et mort à Bruxelles le 9 janvier 1886, était un lieutenant général de l'armée belge. Il fut aussi le commandant de l'École militaire entre le 8 septembre 1879 et 1885.